# Ośrodek rehabilitacji zwierząt
Ośrodek rehabilitacji zwierząt – placówka przeznaczona do leczenia i rehabilitacji zwierząt dziko występujących, które wymagają okresowej opieki człowieka w celu przywrócenia ich do środowiska przyrodniczego. Z zasady w ośrodkach tych nie przetrzymuje się zwierząt, które w opinii lekarza weterynarii nie będą nigdy zdolne do życia na wolności. Osobniki takie poddaje się eutanazji, co może stanowić konflikt między gatunkową ochroną zwierząt i humanitarną ochroną zwierząt.
Utworzenie i prowadzenie ośrodka rehabilitacji zwierząt wymaga zezwolenia Generalnego Dyrektora Ochrony Środowiska. Sposoby uzyskiwania zezwolenia oraz kontroli nad ośrodkami rehabilitacji zwierząt reguluje Ustawa o ochronie przyrody.